# قانون دولي خاص
القانون الدولي الخاص هو مجموع المبادئ والأعراف والإتفاقيات الدولية التي تحكم العلاقات القانونية الخاصة بين الأشخاص الطبيعيين والاعتباريين عندما تتضمن عنصرًا أجنبيًا.
يتضمن القانون الدولي الخاص عدة مواضيع أبرزها تنازع القوانين الذي يعني وجود نزاع قضائي مشوب بعنصر أجنبي، وقواعد الإسناد وهي القواعد التي تطبق في حالة تنازع القوانين، ويتضمن أيضًا تنازع الاختصاص القضائي الدولي، وقانون الجنسية ومركز الأجانب.

## الخلفية
اعترفت الأنظمة القانونية الغربية لأول مرة بجوهر مبدأ تنازع القوانين -وهو أن «القانون الأجنبي، في الحالات المناسبة، يجب أن يُطبّق على القضايا الأجنبية»- في القرن الثاني عشر. قبل ذلك، كان النظام السائد هو نظام القانون الشخصي إذ كانت القوانين المطبقة على كل فرد تُحدد بحسب الجماعة التي ينتمي إليها. في البداية، اقتصر نهج هذا النظام القانوني ببساطة على تحديد أي اختصاص قضائي سيكون أكثر عدالة في التطبيق؛ إلا أن القانون تطور مع مرور الوقت ليُفضل وجود قواعد محددة وواضحة. وقد لُخصت هذه القواعد بشكل منهجي من قِبَل أستاذ القانون بارتولوس دي ساكسوفيراتو في منتصف القرن الرابع عشر، وهو عمل استُشهد به مرارًا خلال القرون التالية.
في وقت لاحق في القرن السابع عشر، قام عدد من العلماء القانونيين الهولنديين، من بينهم كريستيان رودنبورغ وباولوس فويت وجوهانس فويت وألريك هوبير، بتوسيع شرح فقه تنازع القوانين. تمثلت مساهماتهم المفاهيمية الرئيسية في أمرين: أولًا، أن الدول ذات سيادة كاملة داخل حدودها، وبالتالي لا يمكن إجبارها على تطبيق القانون الأجنبي في محاكمها الخاصة. ثانيًا، من أجل أن يعمل تنازع القوانين الدولي بشكل عقلاني، يجب على الدول أن تمارس مبدأ المجاملة في تطبيق قوانين الدول الأخرى، لأنه من مصلحتها المتبادلة القيام بذلك. بدأ العلماء في دراسة طرق حل مسألة كيف ومتى يجب على الدول ذات السيادة المتساوية رسميًا أن تعترف بسلطة بعضها البعض. أُدخل مبدأ المجاملة كأحد الوسائل للإجابة على هذه الأسئلة. مرّ مبدأ المجاملة بتغييرات عديدة منذ إنشائه، إلا أنه ما يزال يشير إلى فكرة أن كل دولة تتمتع بالسيادة؛ وغالبًا، فإن أكثر صور ممارسة سلطة الدولة عدلًا تتمثل في اعترافها بسلطة دولة أخرى من خلال الاعتراف بقوانينها وأحكامها وتطبيقها. ما تزال العديد من الدول تعترف بمبدأ المجاملة كأساس للقانون الدولي الخاص، مثلما هو الحال في كندا. في بعض الدول، مثل الولايات المتحدة الأمريكية وأستراليا، تم إدراج مبدأ المجاملة ضمن دساتير الدولة.
في الولايات المتحدة، تعود القضايا البارزة في مجال تنازع القوانين إلى زمن صياغة الدستور. فقد كان هناك قلق، على سبيل المثال، بشأن الجهة القانونية التي ستُطبقها المحاكم الفيدرالية المنشأة حديثًا عند النظر في القضايا بين أطراف من ولايات مختلفة (وهو نوع من القضايا تم تخصيصه تحديدًا للمحاكم الفيدرالية). خلال العقدين الأولين بعد التصديق على الدستور، تم النظر في أكثر من مئة قضية تناولت هذه المسائل، رغم أن مصطلح «تنازع القوانين» لم يكن قد استُخدم بعد. أنشأ الدستور «اتحادًا فدراليًا متعدد القوانين، تكون فيه النزاعات أمرًا متكررًا بطبيعته، ونتيجةً لذلك، فإن القضاة الأمريكيين يواجهون قضايا تنازع قوانين بوتيرة أكبر -حوالي 5,000 قضية سنويًا اعتبارًا من منتصف العقد الثاني من القرن الحادي والعشرين- وقد راكموا خبرة في حل هذه القضايا تفوق تلك الموجودة في أي مكان آخر في العالم.
إلى جانب التطورات المحلية المتعلقة بتنازع القوانين، شهد القرن التاسع عشر بدايات التعاون الدولي الكبير في هذا المجال. عُقد أول اجتماع دولي حول هذا الموضوع في ليما في عامي 1887 و1888؛ وقد حضره مندوبون من خمس دول في أمريكا الجنوبية، لكنه فشل في التوصل إلى اتفاق قابل للتنفيذ. أما أولى الاتفاقيات متعددة الأطراف الرئيسية في موضوع تنازع القوانين فقد نشأت عن مؤتمر أمريكا الجنوبية الأول للقانون الدولي الخاص، الذي عُقد في مونتفيديو من أغسطس عام 1888 حتى فبراير عام 1889. اتفقت الدول السبع الممثلة في مؤتمر مونتفيديو على ثماني معاهدات، اعتمدت بشكل عام أفكار فريدريك كارل فون سافيني، التي حددت القانون الواجب التطبيق بناءً على أربعة أنواع من العلاقات الواقعية (مكان الإقامة وموقع القضية وموقع المعاملة وموقع المحكمة).
بعد فترةٍ وجيزة، اجتمعت الدول الأوروبية في مؤتمر في لاهاي الذي نظمه توبياس آسر في عام 1893. تبع ذلك مؤتمرات متتالية في الأعوام 1894 و1900 و1904. مثلما هو الحال مع نظرائهم في مونتفيديو، أسفرت هذه المؤتمرات عن عدة اتفاقيات متعددة الأطراف بشأن مواضيع مختلفة ضمن مجال تنازع القوانين. بعد ذلك، تباطأت وتيرة هذه الاجتماعات إذ عُقدت المؤتمرات التالية في عامي 1925 و1928. أما الاجتماع السابع في لاهاي فقد عُقد في عام 1951، وفي ذلك الوقت أنشأت الدول الست عشرة المشاركة مؤسسة دائمة للتعاون الدولي في مسائل تنازع القوانين. تُعرف هذه المنظمة اليوم باسم مؤتمر لاهاي للقانون الدولي الخاص (إتش سي سي إتش) واعتبارًا من ديسمبر عام 2020، تضم المنظمة ستة وثمانين دولة عضوًا.
مع تزايد الاهتمام بمجال تنازع القوانين في النصف الثاني من القرن العشرين، بدأ الاتحاد الأوروبي باتخاذ إجراءات لتوحيد فقه تنازع القوانين عبر الدول الأعضاء. كان أول هذه الإجراءات اتفاقية بروكسل التي تم الاتفاق عليها في عام 1968، والتي تناولت مسائل الاختصاص القضائي في القضايا العابرة للحدود. تبعتها في عام 1980 اتفاقية روما، التي تناولت قواعد اختيار القانون الواجب التطبيق في النزاعات التعاقدية داخل الدول الأعضاء في الاتحاد الأوروبي. في عامي 2009 و2010، أصدر الاتحاد الأوروبي على التوالي لائحتي روما الثانية لمعالجة اختيار القانون في قضايا المسؤولية المدنية، وروما الثالثة لمعالجة اختيار القانون في مسائل الطلاق.

## تنازع القوانين
تضارب القوانين أو تنازع القوانين (بالإنجليزية:Conflict of laws) هو وجود نزاع قضائي مشوب بعنصر أجنبي، مما يؤدي إلى تزاحم قانونين أو أكثر يمكن تطبيقهما على هذا النزاع. في هذه الحالة، يكون لقواعد الإسناد دورًا مهمًا، حيث تحدد القانون الواجب التطبيق على النزاع.
ينشأ تنازع القوانين عندما تكون قوانين دولتين مختلفتين أو قوانين نظامين قانونيين في اتحاد فيدرالي تنطبق على نفس النزاع القضائي، وتقدم هذه القوانين حلولاً قانونية متعارضة أو متباينة.

### قواعد الإسناد
قواعد الإسناد (أو قواعد التنازع) هي نوع من القواعد القانونية تبين القانون الواجب التطبيق في مجال القانون الدولي الخاص. فهي التي ترشد القاضي إلى القانون الواجب تطبيقه على النزاع المشتمل على عنصر أجنبي(أ).

## تنازع الاختصاص القضائي الدولي
يعتبر الاختصاص القضائي الدولي موضوعًا أساسيًا في القانون الدولي الخاص، إلا أن هناك تباينًا في تصنيفه بين التشريعات المختلفة نظرا لاختلاف الأنظمة القانونية وتفاوت نظرتها لطبيعة الاختصاص القضائي الدولي. فبعض الدول، مثل الجزائر وفرنسا ومصر، أدرجته ضمن إطار القانون الدولي الخاص. في المقابل، اختارت دول أخرى تصنيفه ضِمْن ما يُعرف بقانون الإجراءات المدنية الدولية.

## قانون الجنسية
ينظم قانون الجنسية علاقة الفرد بالدولة، ويحدد كيفية اكتساب الجنسية وأسباب فقدها.
وتُعرَّف الجنسية بأنها رابطة قانونية وسياسية واجتماعية تربط بين الفرد والدولة، وتحدد الانتماء الوطني للأفراد. حيث تُنشئ مجموعة من الحقوق والواجبات المتبادلة بين المواطن والدولة، وهي المعيار الأساسي للتمييز بين المواطن والأجنبي.

## مركز الأجانب
الأجنبي (والجمع: أجانب) هو الشخص الذي لا يملك جنسية الدولة التي يقيم بها.
يقر العرف الدولي بحق الأجنبي في دخول الدول استناداً إلى حق التنقل، سواء للمرور أو الإقامة المؤقتة أو الدائمة. ومع ذلك، فإن إذن الدخول لا يمنح الأجنبي حقاً دائماً في الاستقرار، إذ يظل هذا الحق مقصوراً على المواطنين.
تخضع إقامة الأجنبي لتشريعات الدولة المضيفة، وتحدد مدتها بالتأشيرة الممنوحة له. أما اللاجئون، فيحكم دخولهم القانون الدولي وقواعد مركز الأجانب. وقد تباينت آراء الفقهاء حول سلطة الدولة في قبول الأجانب، بين من يرى أنها مطلقة ومن يدعو إلى حرية الدخول دون قيود. والرأي الوسط، الذي استقرت عليه الممارسة الدولية، يقر بحق الأفراد في التنقل مع احتفاظ الدولة بحقها في تنظيم دخول الأجانب وفقاً لمصالحها وأهدافها السياسية والاقتصادية والاجتماعية.